# Léandre Dupré
Pour les articles homonymes, voir Dupré.
Léandre Dupré, né le 20 janvier 1871 à Béthune (Pas-de-Calais) et mort le 12 mai 1951 à Roubaix (Nord), est un médecin et homme politique français.

## Biographie
Adjoint au maire de Roubaix de 1912 à 1940 et de 1945 à 1951, il est député de la 8e circonscription de Lille de 1932 à 1940.
Il fait partie des 27 parlementaires qui s'embarquent, avec Édouard Daladier, Georges Mandel, Pierre Mendès France et Jean Zay, le 20 juin 1940 sur le Massilia à destination de Casablanca avec l'intention de constituer un nouveau gouvernement en exil afin de mieux reprendre l'offensive militaire à partir des départements d'Afrique du Nord. Le 18 juillet 1940, avec 21 autres parlementaires, il est autorisé à regagner la France, soit sept jours après le vote des pleins pouvoirs constituants au maréchal Pétain par l'Assemblée nationale (c'est-à-dire la réunion du Sénat et de la Chambre des députés). Il s'est donc trouvé de ce fait absent des débats. En juillet et août 1945, il est juré au procès de Pétain devant la Haute Cour de justice.

## Distinctions
- Chevalier de la Légion d'honneur en 1923
- Officier de la Légion d'honneur par décret du 10 juillet 1947[2].
- Médaille de la Reconnaissance française.